# Olympische Sommerspiele 2020/Basketball/Qualifikation
Dieser Artikel beschreibt die Qualifikation für die Basketballturniere bei den Olympischen Sommerspielen 2020 in Tokio.

## Qualifikationsverfahren
Für das olympische Männerturnier qualifizierten sich die sieben Mannschaften, die bei der Weltmeisterschaft 2019 als erfolgreichste ihres Kontinents (entsprechen den FIBA Zonen) abschnitten. Aus Europa und Amerika waren dies jeweils die zwei besten, aus Afrika, Asien und Ozeanien jeweils das beste Team. Japan erhielt als Gastgeber automatisch einen Startplatz. Die restlichen Startplätze wurden im Jahr 2021 in vier Qualifikationsturnieren vergeben, bei denen sich die Turniersieger für die olympischen Spiele qualifizierten. An diesen Turnieren nahmen jeweils sechs Mannschaften teil. Eingeladen waren die 16 besten Mannschaften der Weltmeisterschaft 2019, die sich noch nicht direkt für das olympische Turnier qualifiziert hatten. Hinzu kamen je zwei Mannschaften aus den FIBA Zonen, wobei Asien und Ozeanien zusammen betrachtet wurden. Berücksichtigt wurden dabei die in der Weltrangliste nach der Weltmeisterschaft 2019 am besten platzierten Mannschaften, die sich nicht direkt für die Qualifikationsturniere oder die olympischen Spiele qualifizieren konnten.
Bei den Frauen qualifizierten sich der Sieger der Weltmeisterschaft 2018 sowie zehn Mannschaften der vier Qualifikationsturniere. Des Weiteren stand der japanischen Delegation, wie bei den Männern, noch ein Quotenplatz zu. An den vier Qualifikationsturnieren nahmen jeweils vier Mannschaften teil. Die besten drei qualifizierten sich für das Olympische Turnier. Da aber auch die beiden gesetzten Mannschaften (der Weltmeister sowie Japan) ebenfalls an zwei dieser Turniere teilnahmen, traten in diesen beiden Turnieren neben ihnen nur die besten zwei Teams den Weg zu den olympischen Spielen an. Europa entsendete die sechs besten Mannschaften der Europameisterschaft 2019 in das Qualifikationsturnier. Die jeweils vier Teilnehmer aus Amerika und Asien/Ozeanien sowie die zwei Teilnehmer aus Afrika wurden in kontinentalen Vorqualifikationsturnieren vom 10.–18. November 2019 ermittelt.
Im 3×3-Basketball qualifizierten sich sowohl bei den Männern als auch bei den Frauen die jeweils vier besten Mannschaften der FIBA-Weltrangliste. Da Japan weder bei Männern noch bei Frauen in der Rangliste unter den ersten vier Nationen war, qualifizierte sich die bessere platzierte Mannschaft Japans, in diesem Fall die der Männer. Jeweils drei Teams qualifizierten sich über das olympische Qualifikationsturnier 2021 in Graz. An diesem nahmen insgesamt 20 Mannschaften teil. Der letzte Quotenplatz wurde beim FIBA Universality-driven Olympiaqualifikationsturnier 2020 vergeben. An diesem Turnier nahmen 6 Mannschaften teil.

## Übersicht
| Nation             | Basketball | Basketball | 3×3-Basketball | 3×3-Basketball | Quotenplätze |
| Nation             | Männer     | Frauen     | Männer         | Frauen         | Quotenplätze |
| ------------------ | ---------- | ---------- | -------------- | -------------- | ------------ |
| Argentinien        | X          |            |                |                | 1            |
| Australien         | X          | X          |                |                | 2            |
| Belgien            |            | X          | X              |                | 2            |
| China              |            | X          | X              | X              | 3            |
| Deutschland        | X          |            |                |                | 1            |
| Frankreich         | X          | X          |                | X              | 3            |
| Iran               | X          |            |                |                | 1            |
| Italien            | X          |            |                | X              | 2            |
| Japan              | X          | X          | X              | X              | 4            |
| Kanada             |            | X          |                |                | 1            |
| Lettland           |            |            | X              |                | 1            |
| Mongolei           |            |            |                | X              | 1            |
| Nigeria            | X          | X          |                |                | 2            |
| Niederlande        |            |            | X              |                | 1            |
| Polen              |            |            | X              |                | 1            |
| Puerto Rico        |            | X          |                |                | 1            |
| Rumänien           |            |            |                | X              | 1            |
| ROC                |            |            | X              | X              | 2            |
| Serbien            |            | X          | X              |                | 2            |
| Slowenien          | X          |            |                |                | 1            |
| Spanien            | X          | X          |                |                | 2            |
| Südkorea           |            | X          |                |                | 1            |
| Tschechien         | X          |            |                |                | 1            |
| Vereinigte Staaten | X          | X          |                | X              | 3            |
| Gesamt: 24 NOKs    | 12         | 12         | 8              | 8              | 40           |

## Basketball

### Männer

#### Übersicht
| Qualifikationswettbewerb       | Qualifikationswettbewerb       | Datum                           | Gastgeber    | Plätze | Qualifizierte Teams            |
| ------------------------------ | ------------------------------ | ------------------------------- | ------------ | ------ | ------------------------------ |
| Gastgeber                      | Gastgeber                      | 7. September 2013               | Buenos Aires | 1      | Japan                          |
| Weltmeisterschaft 2019         | Afrika                         | 31. August – 15. September 2019 | China        | 1      | Nigeria                        |
| Weltmeisterschaft 2019         | Amerika                        | 31. August – 15. September 2019 | China        | 2      | Argentinien Vereinigte Staaten |
| Weltmeisterschaft 2019         | Asien                          | 31. August – 15. September 2019 | China        | 1      | Iran                           |
| Weltmeisterschaft 2019         | Europa                         | 31. August – 15. September 2019 | China        | 2      | Frankreich Spanien             |
| Weltmeisterschaft 2019         | Ozeanien                       | 31. August – 15. September 2019 | China        | 1      | Australien                     |
| Olympia-Qualifikationsturniere | Olympia-Qualifikationsturniere | 22. Juni – 4. Juli 2021         | Victoria     | 1      | Tschechien                     |
| Olympia-Qualifikationsturniere | Olympia-Qualifikationsturniere | 22. Juni – 4. Juli 2021         | Split        | 1      | Deutschland                    |
| Olympia-Qualifikationsturniere | Olympia-Qualifikationsturniere | 22. Juni – 4. Juli 2021         | Kaunas       | 1      | Slowenien                      |
| Olympia-Qualifikationsturniere | Olympia-Qualifikationsturniere | 22. Juni – 4. Juli 2021         | Belgrad      | 1      | Italien                        |
| Gesamt                         | Gesamt                         | Gesamt                          | Gesamt       | 12     | 12                             |

#### Weltmeisterschaft 2019
Insgesamt sieben Startplätze wurden bei Basketball-Weltmeisterschaft 2019 an Mannschaften von allen Kontinenten, gemäß deren Abschneiden im Turnier, vergeben. Weitere Mannschaften haben einen Startplatz bei einem der vier Olympiaqualifikationsturniere erhalten.
|  | Qualifiziert für die Olympischen Sommerspiele 2020                 |
|  | Für eines der vier olympischen Qualifikationsturniere qualifiziert |
|  | Als Gastgeber für die Olympischen Sommerspiele 2020 qualifiziert   |

| #  | FIBA Afrika (1 von 5 Mannschaften) | FIBA Afrika (1 von 5 Mannschaften) | FIBA Amerika (2 von 7 Mannschaften) | FIBA Amerika (2 von 7 Mannschaften) | FIBA Asien (1 von 6 Mannschaften) | FIBA Asien (1 von 6 Mannschaften) | FIBA Europa (2 von 12 Mannschaften) | FIBA Europa (2 von 12 Mannschaften) | FIBA Ozeanien (1 von 2 Mannschaften) | FIBA Ozeanien (1 von 2 Mannschaften) |
| #  | Nation                             | S–N                                | Nation                              | S–N                                 | Nation                            | S–N                               | Nation                              | S–N                                 | Nation                               | S–N                                  |
| -- | ---------------------------------- | ---------------------------------- | ----------------------------------- | ----------------------------------- | --------------------------------- | --------------------------------- | ----------------------------------- | ----------------------------------- | ------------------------------------ | ------------------------------------ |
| 1  | Nigeria                            | 3–2                                | Argentinien                         | 7–1                                 | Iran                              | 2–3                               | Spanien                             | 8–0                                 | Australien                           | 6–2                                  |
| 2  | Tunesien                           | 3–2                                | Vereinigte Staaten                  | 6–2                                 | China                             | 2–3                               | Frankreich                          | 6–2                                 | Neuseeland                           | 3–2                                  |
| 3  | Angola                             | 1–4                                | Brasilien                           | 3–2                                 | Südkorea                          | 1–4                               | Serbien                             | 6–2                                 |                                      |                                      |
| 4  | Elfenbeinküste                     | 0–5                                | Venezuela                           | 2–3                                 | Jordanien                         | 1–4                               | Tschechien                          | 4–4                                 |                                      |                                      |
| 5  | Senegal                            | 0–5                                | Puerto Rico                         | 2–3                                 | Japan                             | 0–5                               | Polen                               | 4–4                                 |                                      |                                      |
| 6  |                                    |                                    | Dom. Republik                       | 2–3                                 | Philippinen                       | 0–5                               | Litauen                             | 3–2                                 |                                      |                                      |
| 7  | Kanada                             | 2–3                                |                                     |                                     | Italien                           | 3–2                               |                                     |                                     |                                      |                                      |
| 8  |                                    |                                    | Griechenland                        | 3–2                                 |                                   |                                   |                                     |                                     |                                      |                                      |
| 9  | Russland                           | 3–2                                |                                     |                                     |                                   |                                   |                                     |                                     |                                      |                                      |
| 10 | Deutschland                        | 3–2                                |                                     |                                     |                                   |                                   |                                     |                                     |                                      |                                      |
| 11 | Türkei                             | 2–3                                |                                     |                                     |                                   |                                   |                                     |                                     |                                      |                                      |
| 12 | Montenegro                         | 1–4                                |                                     |                                     |                                   |                                   |                                     |                                     |                                      |                                      |

#### Olympische Qualifikationsturniere
Die zweite Möglichkeit zur Qualifikation für die Spiele boten vier Qualifikationsturniere die vom 22. Juni bis 4. Juli 2021 stattfanden. An diesen Turnieren nahmen die 16 besten Nationen der Weltmeisterschaft 2019, die sich noch nicht qualifiziert hatten, teil. Außerdem nahmen die zwei in der FIBA-Weltrangliste bestplatzierten Nationen von jedem Kontinent teil.
Die Turniere fanden in Victoria, Split, Kaunas und Belgrad statt. Die Auslosung ergab folgende Gruppen, der jeweilige Turniersieger qualifizierte sich für die Spiele in Tokio. Dies waren Tschechien, Deutschland Slowenien und Italien.
| Victoria     | Split       | Kaunas    | Belgrad       |
| ------------ | ----------- | --------- | ------------- |
| Griechenland | Deutschland | Litauen   | Dom. Republik |
| China        | Russland    | Südkorea  | Neuseeland    |
| Kanada       | Mexiko      | Venezuela | Serbien       |
| Uruguay      | Tunesien    | Polen     | Puerto Rico   |
| Tschechien   | Kroatien    | Slowenien | Italien       |
| Türkei       | Brasilien   | Angola    | Senegal       |

### Frauen

#### Übersicht
| Qualifikationswettbewerb       | Datum                    | Ort          | Plätze | Qualifizierte Teams |
| ------------------------------ | ------------------------ | ------------ | ------ | ------------------- |
| Gastgeber                      | 7. September 2013        | Buenos Aires | 1      | Japan               |
| Weltmeisterschaft 2018         | 22. – 30. September 2018 | Spanien      | 1      | Vereinigte Staaten  |
| Olympia-Qualifikationsturniere | 6. – 9. Februar 2020     | Bourges      | 3      | Australien          |
| Olympia-Qualifikationsturniere | 6. – 9. Februar 2020     | Bourges      | 3      | Frankreich          |
| Olympia-Qualifikationsturniere | 6. – 9. Februar 2020     | Bourges      | 3      | Puerto Rico         |
| Olympia-Qualifikationsturniere | 6. – 9. Februar 2020     | Ostende      | 2      | Belgien             |
| Olympia-Qualifikationsturniere | 6. – 9. Februar 2020     | Ostende      | 2      | Kanada              |
| Olympia-Qualifikationsturniere | 6. – 9. Februar 2020     | Belgrad      | 5      | Nigeria             |
| Olympia-Qualifikationsturniere | 6. – 9. Februar 2020     | Belgrad      | 5      | Serbien             |
| Olympia-Qualifikationsturniere | 6. – 9. Februar 2020     | Belgrad      | 5      | China               |
| Olympia-Qualifikationsturniere | 6. – 9. Februar 2020     | Belgrad      | 5      | Südkorea            |
| Olympia-Qualifikationsturniere | 6. – 9. Februar 2020     | Belgrad      | 5      | Spanien             |
| Gesamt                         | Gesamt                   | Gesamt       | 12     | 12                  |

#### Weltmeisterschaft 2018
Bei der Weltmeisterschaft 2018 wurde ein Quotenplatz an die Vereinigten Staaten als Sieger des Turniers vergeben.

#### Olympiaqualifikationsturniere
Bei den Olympiaqualifikationsturnieren qualifizierten sich weitere 10 Mannschaften für Tokio.

##### Oostende
| Rang | Mannschaft | Sp. | S | N | Körbe   | Diff. | Pkt. |
| ---- | ---------- | --- | - | - | ------- | ----- | ---- |
| 1    | Kanada     | 3   | 3 | 0 | 211:174 | +37   | 6    |
| 2    | Belgien    | 3   | 2 | 1 | 209:198 | +11   | 5    |
| 3    | Japan      | 3   | 2 | 2 | 227:216 | +11   | 4    |
| 4    | Schweden   | 3   | 1 | 3 | 157:216 | −59   | 3    |

#### Bourges
| Rang | Mannschaft  | Sp. | S | N | Tore    | Diff. | Pkt. |
| ---- | ----------- | --- | - | - | ------- | ----- | ---- |
| 1    | Frankreich  | 3   | 3 | 0 | 250:186 | +64   | 6    |
| 2    | Australien  | 3   | 2 | 1 | 249:218 | +31   | 5    |
| 3    | Puerto Rico | 3   | 2 | 2 | 216:278 | −62   | 4    |
| 4    | Brasilien   | 3   | 1 | 3 | 233:266 | −33   | 3    |

#### Belgrad Gruppe A
| Rang | Mannschaft          | Sp. | S | N | Tore    | Diff. | Pkt. |
| ---- | ------------------- | --- | - | - | ------- | ----- | ---- |
| 1    | Vereinigte Staaten* | 3   | 3 | 0 | 288:189 | +99   | 6    |
| 2    | Serbien             | 3   | 2 | 1 | 215:200 | +15   | 5    |
| 3    | Nigeria             | 3   | 2 | 2 | 220:197 | +23   | 4    |
| 4    | Mosambik            | 3   | 1 | 3 | 148:285 | −137  | 3    |

* Die Vereinigten Staaten waren bereits als Weltmeister qualifiziert.

#### Belgrad Gruppe B
| Rang | Mannschaft     | Sp. | S | N | Tore    | Diff. | Pkt. |
| ---- | -------------- | --- | - | - | ------- | ----- | ---- |
| 1    | China          | 3   | 3 | 0 | 250:198 | +52   | 6    |
| 2    | Spanien        | 3   | 2 | 1 | 224:179 | +45   | 5    |
| 3    | Südkorea       | 3   | 2 | 2 | 188:262 | −74   | 4    |
| 4    | Großbritannien | 3   | 1 | 3 | 224:247 | −23   | 3    |

## 3×3-Basketball

### Männer
| Qualifikationswettbewerb                               | Datum              | Gastgeber  | Plätze | Qualifizierte Teams |
| ------------------------------------------------------ | ------------------ | ---------- | ------ | ------------------- |
| Gastgeber                                              |                    |            | 1      | Japan               |
| FIBA 3x3 Weltrangliste                                 | 1. November 2019   | Utsunomiya | 3      | China               |
| FIBA 3x3 Weltrangliste                                 | 1. November 2019   | Utsunomiya | 3      | ROC                 |
| FIBA 3x3 Weltrangliste                                 | 1. November 2019   | Utsunomiya | 3      | Serbien             |
| Qualifikationsturnier 2020                             | 26.–30. Mai 2021 1 | Graz       | 3      | Polen               |
| Qualifikationsturnier 2020                             | 26.–30. Mai 2021 1 | Graz       | 3      | Niederlande         |
| Qualifikationsturnier 2020                             | 26.–30. Mai 2021 1 | Graz       | 3      | Lettland            |
| FIBA Universality-driven Olympia-Qualifikationsturnier | 4.–6. Juni 2021 2  | Debrecen   | 1      | Belgien             |
| Gesamt                                                 | Gesamt             | Gesamt     | 8      | 8                   |

### Frauen
| Qualifikationswettbewerb                               | Datum              | Gastgeber  | Plätze | Qualifizierte Teams |
| ------------------------------------------------------ | ------------------ | ---------- | ------ | ------------------- |
| Gastgeber                                              |                    |            | 0      | – 1                 |
| FIBA 3×3 Weltrangliste                                 | 1. November 2019   | Utsunomiya | 4      | ROC                 |
| FIBA 3×3 Weltrangliste                                 | 1. November 2019   | Utsunomiya | 4      | China               |
| FIBA 3×3 Weltrangliste                                 | 1. November 2019   | Utsunomiya | 4      | Mongolei            |
| FIBA 3×3 Weltrangliste                                 | 1. November 2019   | Utsunomiya | 4      | Rumänien            |
| Qualifikationsturnier 2020                             | 26.–30. Mai 2021 2 | Graz       | 3      | Vereinigte Staaten  |
| Qualifikationsturnier 2020                             | 26.–30. Mai 2021 2 | Graz       | 3      | Frankreich          |
| Qualifikationsturnier 2020                             | 26.–30. Mai 2021 2 | Graz       | 3      | Japan               |
| FIBA Universality-driven Olympia-Qualifikationsturnier | 4.–6. Juni 2021 3  | Budapest   | 1      | Italien             |
| Gesamt                                                 | Gesamt             | Gesamt     | 8      | 8                   |